# Rafael Berger
Rafael Berger, mais conhecido como Alemão (Vila Velha, 14 de julho de 1986), é um futebolista brasileiro que atua como zagueiro. Atualmente, joga pelo Sergipe.

## Carreira

### Campinense
Após passagens pelo Marília e pelo América-SP, Alemão foi anunciado como novo reforço do Campinense para disputar a Série C de 2010, onde jogou todas as oito partidas da competição como titular e marcou um gol pela Raposa.

### Salgueiro
Após fazer boas atuações pelo Campinense, o zagueiro foi contratado pelo Salgueiro para disputar a Série B de 2011. Apesar de boas atuações do zagueiro, com sua característica força e agressividade no desarme de bola - o que lhe rendeu o apelido de xerife - o  Salgueiro foi rebaixado para a Série C do ano seguinte.
Em 2012, destacou-se na função de zagueiro no Campeonato Pernambucano, o que lhe rendeu a participação na Seleção do Campeonato e a premiação de Melhor Zagueiro do Campeonato Pernambucano desse ano, dada pela Globo Nordeste, bem como o reconhecimento de cronistas esportivos locais.
Pelos jogos semifinais do Campeonato Pernambucano de 2012, o atleta participou de uma pequena confusão envolvendo atletas do Santa Cruz Futebol Clube, bem como o massagista do Tricolor de Recife, conhecido como Catatau. O atacante e artilheiro coral, Dênis Marques, acabara de marcar o terceiro gol da vitória por 3 a 1, no Estádio do Arruda, quando comemorou mandando "beijos" para o banco de reservas da equipe sertaneja, de modo a responder provocações feitas por Alemão quando do jogo de ida, no estádio Cornélio de Barros. As provocações do atacante do Santa Cruz foram motivadas por outra confusão, entre Alemão e o atacante Geílson, substituto de Dênis Marques no jogo de ida, no qual o Salgueiro venceu a Cobra Coral por 2 a 1.
Alemão disputou cinco partidas pelo Carcará na Série C, tendo marcando um gol em uma delas, quando foi contratado pelo Náutico para compor o quadro defensivo do time na série A.

### Náutico
Alemão foi anunciado como reforço do Timbu para disputar a Série A em agosto 2012. Contratado para suprir a maior deficiência do Náutico na competição - a defesa até então mais vazada - surpreendeu pela sua firmeza e segurança na marcação e foi galgando o posto de titular no Náutico no decorrer do campeonato. Ao final de 2012, Alemão terminou na titularidade na zaga do Náutico. Devido à truculência característica que aplica nas roubadas de bola, frequentemente o jogador é advertido com cartões amarelos.

### Cuiabá
Acertou com o Cuiabá, para a temporada de 2013.

### Ituano
Acertou com o Ituano, para a temporada de 2014, tido como titular.

### Vitória
Após boa passagem no Ituano, tendo inclusive conquistado o Campeonato Paulista de 2014, Alemão começou a despertar interesses de clubes brasileiros, como Sport e Chapecoense. No entanto, o Vitória teve a preferência. O jogador fica por empréstimo até o final da temporada.

### Santa Cruz
No dia 24 de setembro de 2014, foi anunciado como novo reforço do Santa Cruz para o restante da Série B. Sua estreia foi contra o Bragantino, pela 16° rodada, a qual fora adiada, quando marcou seu primeiro gol, selando a vitória do Santa Cruz por 2 x 1. Ao final do ano de 2014, renovou seu contrato até o fim de 2015. No primeiro Clássico dos Clássicos de 2015, pelo Campeonato Pernambucano, marcou um belíssimo gol de voleio, na Arena Pernambuco, abrindo caminho para a vitória do Santa Cruz, por 2 a 1. Participou do elenco que levou o tricolor de volta a elite do futebol brasileiro, sendo titular na maior parte do campeonato e um dos destaques corais. No dia 22 de dezembro de 2015 acerta sua renovação com o tricolor até 2016, ficando mais uma temporada, sendo sua terceira no clube. Depois de 3 anos e uma passagem muito vitoriosa pelo clube, acaba deixando o clube para atuar no Qatar pelo Al-Faisaly

### Al-Faisaly
No dia 5 de julho de 2016 acerta com o clube.

## Estatísticas por Clube
| Clube      | Jog. | Cartões amarelos | Cartões vermelhos |    |    |   |
| ---------- | ---- | ---------------- | ----------------- | -- | -- | - |
| Clube      | Jog. | Cartões amarelos | Salgueiro         | 49 | 19 | 1 |
| Náutico    | 24   | 13               | 1                 |    |    |   |
| Cuiabá     | 6    |                  |                   |    |    |   |
| Ituano     | 17   | 5                | 0                 |    |    |   |
| Vitória    | 11   | 2                | 0                 |    |    |   |
| Santa Cruz | 58   | 19               | 78                |    |    |   |

## Títulos
Náutico
- Campeonato Pernambucano - Primeiro turno: 2013

Ituano
- Campeonato Paulista: 2014

Santa Cruz
- Campeonato Pernambucano: 2015, 2016
- Taça Chico Science: 2016
- Copa do Nordeste: 2016

Figueirense
- Recopa Catarinense: 2019

### Prêmios individuais
- Seleção do Campeonato Pernambucano de Futebol: 2012, 2015